# 東海市
東海市（とうかいし）は、愛知県にある市。
知多半島の付け根にあり、名古屋市の南側に位置する。西側は名古屋港の一部である。

## 概要
知多半島の西北端に位置し、東西8.06km、南北10.97kmに広がる。この地域は古来から典型的な漁村であり、特産品として海老せんべいを尾張藩主に献上していたという。海老せんべいの老舗・坂角総本舗の本社兼本店があり、カゴメの創業地でもある。西部は小高い丘陵地が広がるが、長年農耕には向かない場所であった。愛知用水の開通で一大農産地へ転換し、製鉄所の誘致にも成功した。
中京工業地帯の名古屋南部臨海工業地帯の一角にある。トヨタグループの愛知製鋼が本社を置くほか、日本製鉄名古屋製鉄所や大同特殊鋼工場など、中部圏最大の鉄鋼基地を擁し、「鉄鋼のまち」として知られる。農産物ではフキの生産量が全国一である。

## 地理

### 丘陵
- 御雉子山 - 西側には昔ながらの里山風景が残っている。
  - 市の東部は標高20mから60mの丘陵地で、かつては森林やみかん畑が多かったが、最近は森林を開拓し、住宅団地や畑に利用されている。

### 河川
二級水系
- 大田川水系
  - 大田川
  - 奥山川
  - 富田川
  - 中川
  - 渡内川
- 信濃川水系
  - 信濃川
  - 横須賀新川

### 海岸
湾岸
- 伊勢湾
  - 名古屋市の南に位置し、西側が伊勢湾に面している。名古屋港の一角を担っている。
  - 市の西部には埋め立て地や干拓地があり、製鉄所や畑に利用されている。また、干拓地には海抜ゼロメートル地帯がある。

### 気候

東海市中心部周辺の空中写真。埋立地に大規模な製鉄所が広がる。2020年9月5日撮影の15枚を合成作成。
。

| 東海(1981-2010)の気候  | 東海(1981-2010)の気候 | 東海(1981-2010)の気候 | 東海(1981-2010)の気候 | 東海(1981-2010)の気候 | 東海(1981-2010)の気候 | 東海(1981-2010)の気候 | 東海(1981-2010)の気候 | 東海(1981-2010)の気候 | 東海(1981-2010)の気候 | 東海(1981-2010)の気候 | 東海(1981-2010)の気候 | 東海(1981-2010)の気候 | 東海(1981-2010)の気候 |
| 月                     | 1月                   | 2月                   | 3月                   | 4月                   | 5月                   | 6月                   | 7月                   | 8月                   | 9月                   | 10月                  | 11月                  | 12月                  | 年                    |
| ---------------------- | --------------------- | --------------------- | --------------------- | --------------------- | --------------------- | --------------------- | --------------------- | --------------------- | --------------------- | --------------------- | --------------------- | --------------------- | --------------------- |
| 最高気温記録 °C （°F） | 16.8 (62.2)           | 20.2 (68.4)           | 24.9 (76.8)           | 29.9 (85.8)           | 32.3 (90.1)           | 36.2 (97.2)           | 38.7 (101.7)          | 39.2 (102.6)          | 38.8 (101.8)          | 30.1 (86.2)           | 26.1 (79)             | 21.3 (70.3)           | 39.2 (102.6)          |
| 平均最高気温 °C （°F） | 9.5 (49.1)            | 10.5 (50.9)           | 14.1 (57.4)           | 20.1 (68.2)           | 24.3 (75.7)           | 27.4 (81.3)           | 31.2 (88.2)           | 32.9 (91.2)           | 28.6 (83.5)           | 23.3 (73.9)           | 17.6 (63.7)           | 12.2 (54)             | 21.0 (69.8)           |
| 日平均気温 °C （°F）   | 4.9 (40.8)            | 5.6 (42.1)            | 8.9 (48)              | 14.4 (57.9)           | 18.9 (66)             | 22.6 (72.7)           | 26.4 (79.5)           | 27.8 (82)             | 24.2 (75.6)           | 18.3 (64.9)           | 12.5 (54.5)           | 7.3 (45.1)            | 16.0 (60.8)           |
| 平均最低気温 °C （°F） | 0.7 (33.3)            | 1.2 (34.2)            | 4.1 (39.4)            | 9.2 (48.6)            | 14.0 (57.2)           | 18.6 (65.5)           | 22.7 (72.9)           | 23.9 (75)             | 20.4 (68.7)           | 14.1 (57.4)           | 8.0 (46.4)            | 2.8 (37)              | 11.7 (53.1)           |
| 最低気温記録 °C （°F） | −6.3 (20.7)           | −6.2 (20.8)           | −3.5 (25.7)           | −0.2 (31.6)           | 5.8 (42.4)            | 11.9 (53.4)           | 16.6 (61.9)           | 16.6 (61.9)           | 11.1 (52)             | 4.0 (39.2)            | −0.8 (30.6)           | −3.7 (25.3)           | −6.3 (20.7)           |
| 降水量 mm （inch）     | 45.7 (1.799)          | 62.0 (2.441)          | 114.5 (4.508)         | 123.5 (4.862)         | 149.9 (5.902)         | 200.5 (7.894)         | 173.9 (6.846)         | 119.7 (4.713)         | 236.7 (9.319)         | 137.9 (5.429)         | 82.2 (3.236)          | 43.2 (1.701)          | 1,489.6 (58.646)      |
| 平均月間日照時間       | 157.6                 | 163.6                 | 186.5                 | 197.0                 | 183.8                 | 144.4                 | 164.6                 | 208.9                 | 158.5                 | 164.8                 | 156.1                 | 161.9                 | 2,052.1               |
| 出典：気象庁           |                       |                       |                       |                       |                       |                       |                       |                       |                       |                       |                       |                       |                       |

### 地域

#### 市内の町名
合併時に、たとえば上野町 大字名和 字南之山と称していたものを、東海市 名和町（まち） 南之山のように改めた。
市制当初からの町名
- 名和町（旧上野町大字名和）
- 南柴田町（旧上野町大字南柴田新田）
- 荒尾町（旧上野町大字荒尾）
- 富木島町（旧上野町大字富木島)
- 東海町（旧上野町東海[注釈 1]）
- 横須賀町（旧横須賀町大字横須賀）
- 大田町（旧横須賀町大字大田）
- 高横須賀町（旧横須賀町大字高横須賀）
- 養父町（旧横須賀町大字養父）
- 加木屋町（旧横須賀町大字加木屋）
- 元浜町（旧横須賀町大字元浜[注釈 2]）

住居表示によって設置された町名
- 新宝町（1969年8月、南柴田町・名和町・荒尾町の各一部および埋立地より成立）
- 中央町（1977年、富木島町の一部より成立）
- 中ノ池（1983年、高横須賀町の一部より成立）
- 浅山（名和町の一部より成立）
- 富貴ノ台（荒尾町などの一部より成立）

### 人口
| |                                        |  |
| 東海市と全国の年齢別人口分布（2005年） | 東海市の年齢・男女別人口分布（2005年） |  |
| ■紫色 ― 東海市 ■緑色 ― 日本全国 | ■青色 ― 男性 ■赤色 ― 女性              |  |
| 東海市（に相当する地域）の人口の推移 \| 1970年（昭和45年） \| 86,608人 \| \| \| 1975年（昭和50年） \| 95,457人 \| \| \| 1980年（昭和55年） \| 96,048人 \| \| \| 1985年（昭和60年） \| 95,278人 \| \| \| 1990年（平成2年） \| 97,358人 \| \| \| 1995年（平成7年） \| 99,738人 \| \| \| 2000年（平成12年） \| 99,921人 \| \| \| 2005年（平成17年） \| 104,339人 \| \| \| 2010年（平成22年） \| 107,690人 \| \| \| 2015年（平成27年） \| 111,944人 \| \| \| 2020年（令和2年） \| 113,787人 \| \| |                                        |  |
| 総務省統計局 国勢調査より |                                        |  |
| 1970年（昭和45年） | 86,608人                               |  |
| 1975年（昭和50年） | 95,457人                               |  |
| 1980年（昭和55年） | 96,048人                               |  |
| 1985年（昭和60年） | 95,278人                               |  |
| 1990年（平成2年） | 97,358人                               |  |
| 1995年（平成7年） | 99,738人                               |  |
| 2000年（平成12年） | 99,921人                               |  |
| 2005年（平成17年） | 104,339人                              |  |
| 2010年（平成22年） | 107,690人                              |  |
| 2015年（平成27年） | 111,944人                              |  |
| 2020年（令和2年） | 113,787人                              |  |

### 隣接自治体・行政区
- 愛知県
  - 名古屋市（南区、港区、緑区）
  - 大府市
  - 知多市
  - 知多郡東浦町
  - 海部郡飛島村 （海上で隣接）

## 歴史

### 合併
町村合併促進法の公布を受けて上野町では1954年に周辺市町との合併の検討が行われたが、現状維持の結論が出された。横須賀町は遅れて1955年から上野町・横須賀町・知多町の合併による新市の成立を目指したが、住民や2町の反応は低調であった。
1958年に上野町・横須賀町・知多町で後の「名古屋南部臨海工業地帯造成期成同盟会」を結成して工場の誘致運動を行い、上野町と横須賀町の地先に東海製鐵（1967年、富士製鐵に合併。現在の日本製鉄。）を誘致することに成功した。これにより2町の人口は急激に増加し、教育、福祉、交通、衛生など各方面で社会基盤の整備が急がれた。こうした状況の中、東海製鐵の最初の固定資産税徴収を前にして2町の間で埋立地における境界線の主張に食い違いが生じたため、愛知県知事に裁定を求めたところ、2町の合併による解決が示唆された。これに従って1967年から合併に向けた動きを本格化し、1968年3月に上野・横須賀2町合併協議会を設置した。
市の名称は公募された。5,125通の応募による候補を合併協議会委員の投票によって5つに絞り込み、愛知県知事の審査を経て「東海市」に決定した。「東海地方を代表するようなスケールの大きい名である」「全国的によく知られ、知名度が高い」「中部圏の中心都市となるのにふさわしい名称である」といった理由で決定された。
1969年（昭和44年）4月1日、知多郡上野町・横須賀町が新設合併し、東海市が発足した。

## 行政

### 市長
- 花田勝重（2021年5月17日就任、1期目）

歴代市長は以下の通り。
| 代   | 氏名     | 就任日        | 退任日        |
| ---- | -------- | ------------- | ------------- |
| 初代 | 岡島錦也 | 1969年5月17日 | 1985年5月16日 |
| 2代  | 久野弘   | 1985年5月17日 | 2001年5月16日 |
| 3代  | 鈴木淳雄 | 2001年5月17日 | 2021年5月16日 |
| 4代  | 花田勝重 | 2021年5月17日 | 現職          |

### 姉妹都市・提携都市

#### 国外

##### 姉妹都市
- ニルフェル市（トルコ共和国 ブルサ県）
  - 2007年（平成19年）5月10日 - 姉妹都市提携

- マセドンレンジズ市（オーストラリア連邦 ビクトリア州）
  - 2014年（平成26年）10月16日 - 姉妹都市提携

##### フレンドシップ相手国
2005年に開催された愛知万博では「一市町村一国フレンドシップ事業」が行われた。名古屋市を除く愛知県内の市町村が120の万博公式参加国をフレンドシップ相手国として迎え入れた。
- サントメ・プリンシペ民主共和国
- トルコ共和国

#### 国内

##### 姉妹都市
- 米沢市（東北地方 山形県） - 米沢藩主上杉鷹山が東海市出身の学者細井平洲を生涯の師と仰いだことを縁とする[14]。
  - 2000年（平成12年）10月20日 - 姉妹都市提携。
- 釜石市（東北地方 岩手県） - 東海製鐵の発足当初に富士製鐵釜石製鐵所からの転勤者約1,700人とその家族が転入したことを縁とする[14]。
  - 2007年（平成19年）3月24日 - 姉妹都市提携。
- 沖縄市（南西諸島 沖縄県） - 合併前の美里村の職員が横須賀町で研修を行ったことを縁とする[14]。
  - 2008年（平成20年）11月7日 - 災害時相互応援協定を締結
  - 2009年（平成21年）11月20日 - 姉妹都市提携

### 広域行政
知多北部広域連合を設置している。知多北部3市1町の合併による30万中核市を目指したが、大府市の反対で構想は破綻した。医師不足などから、2008年（平成20年）4月に東海市民病院と民間病院の統合を行い、西知多総合病院が発足した。

### 市民憲章
1974年（昭和49年）5月3日制定
私たちは、古い歴史と輝かしい未来をもつ東海市の市民です。
私たちは、よい市民となり、いっそう豊かで住みよいまちをつくるために、ここに市民憲章をさだめます。
- 緑と花につつまれたきれいなまちをつくりましょう
- 笑顔にみちた心のかよう家庭をつくりましょう
- ゆたかな心を養い すこやかなからだをつくりましょう
- 進んできまりを守り よい習慣をつくりましょう
- 元気で働き 明るいしあわせなまちをつくりましょう

### 都市宣言
2010年（平成22年）3月4日制定
- ひとづくりと平和を愛するまち東海市
- 子育てと結婚を応援するまち東海市
- 生きがいがあり健康なまち東海市
- 緑と洋ランにつつまれたまち東海市
- にぎわいあふれ個性輝くまち東海市

## 議会

### 愛知県議会
- 定数：2人
- 選挙区：東海市選挙区
- 任期：2023年4月30日 - 2027年4月29日
- 執行日：2023年4月9日

| 候補者名 | 当落 | 年齢 | 所属党派   | 新旧別 | 得票数 |
| -------- | ---- | ---- | ---------- | ------ | ------ |
| 神野博史 | 当   | 74   | 自由民主党 | 現     | 無投票 |
| 島孝則   | 当   | 55   | 無所属     | 新     | 無投票 |

### 衆議院
- 選挙区：愛知8区 （半田市、常滑市、東海市、知多市、阿久比町、武豊町、東浦町、美浜町、南知多町）
- 任期：2021年10月31日 - 2025年10月30日
- 投票日：2021年10月31日
- 当日有権者数：437,624人[15]
- 投票率：56.53％

| 当落 | 候補者名 | 年齢 | 所属党派   | 新旧別 | 得票数    | 重複 |
| ---- | -------- | ---- | ---------- | ------ | --------- | ---- |
| 当   | 伊藤忠彦 | 57   | 自由民主党 | 前     | 121,714票 | ○    |
| 比当 | 伴野豊   | 60   | 立憲民主党 | 元     | 120,649票 | ○    |

## 施設

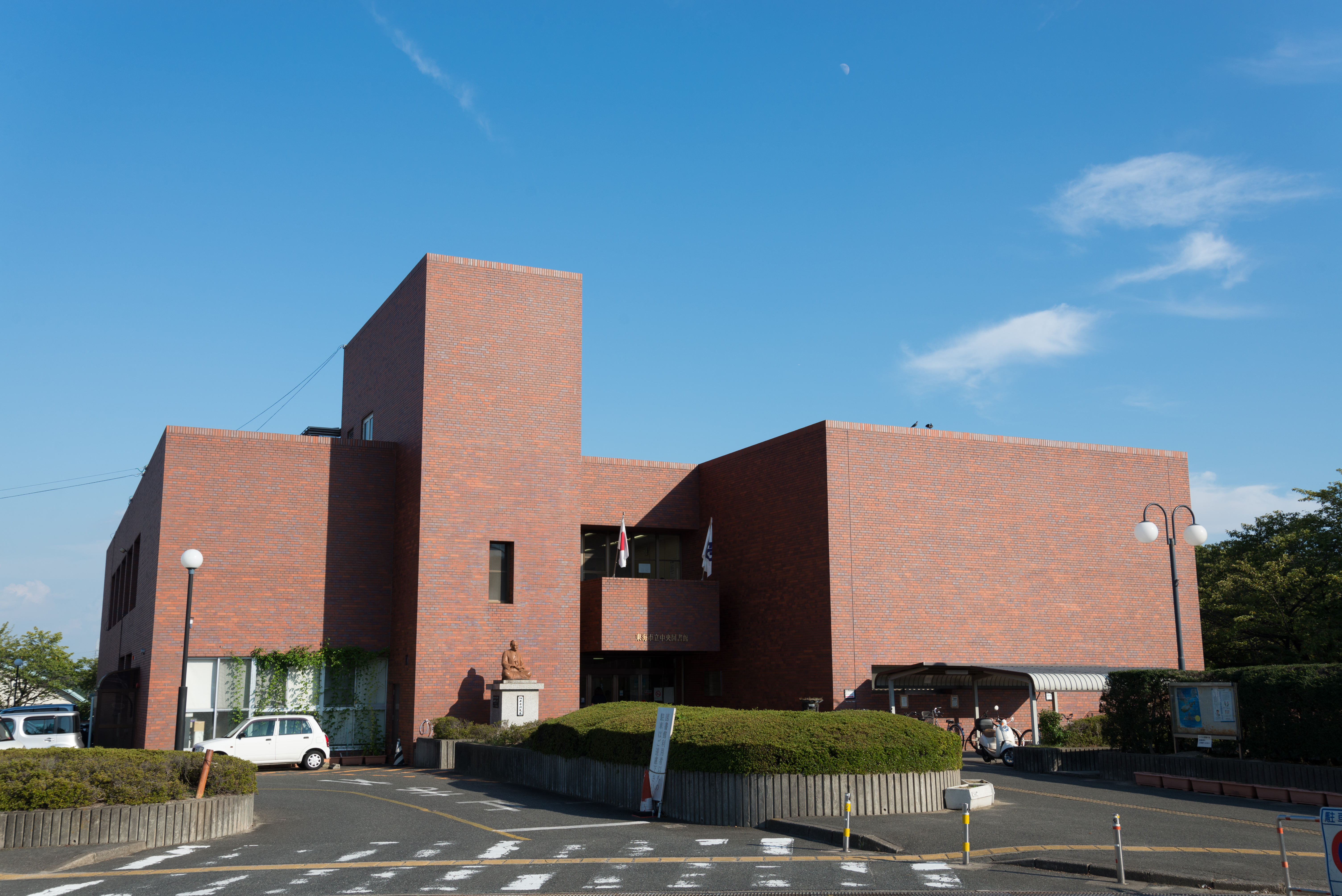
東海市立中央図書館

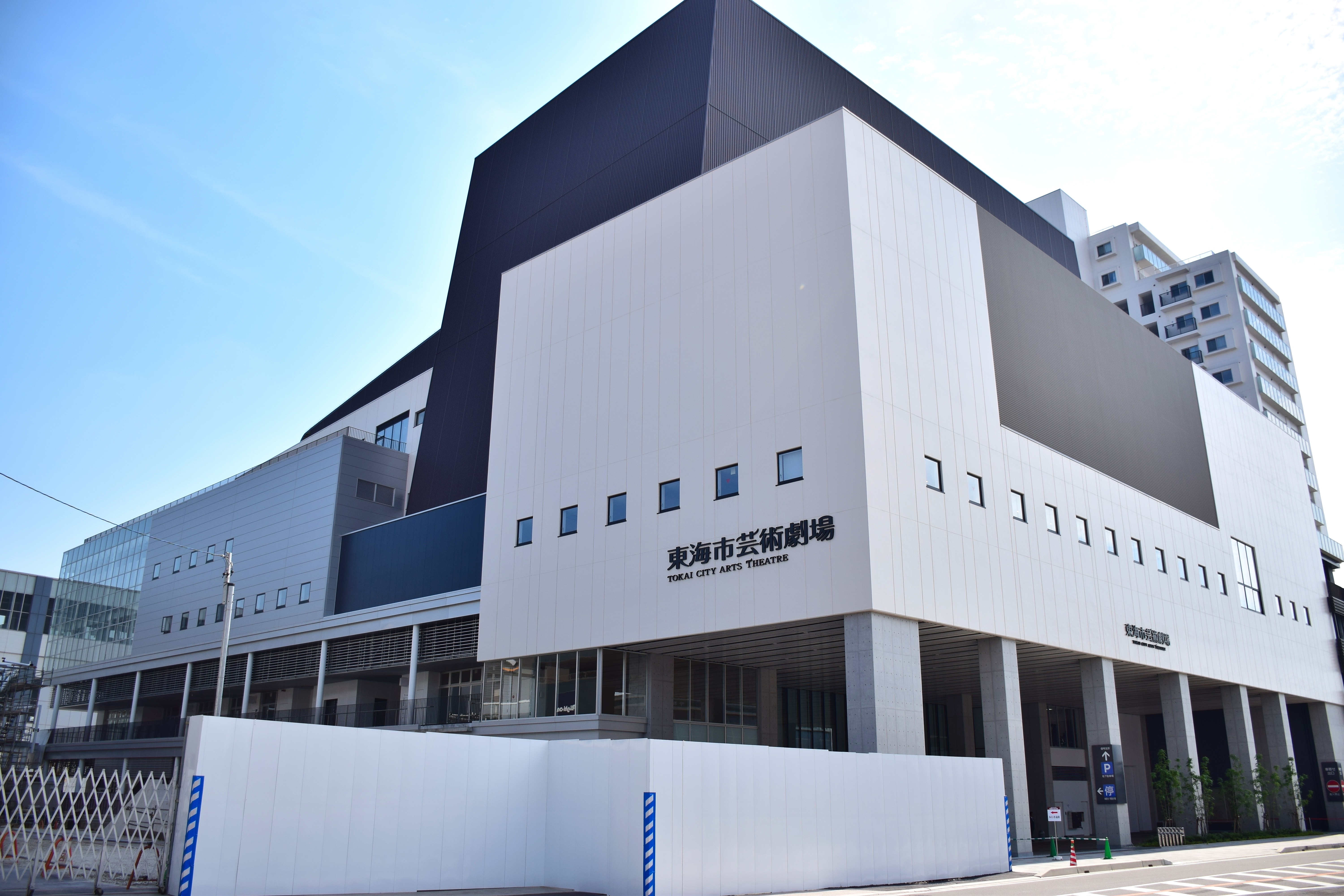
東海市芸術劇場

### 警察
- 愛知県警察 東海警察署
  - 名和交番（東海市名和町二丁目）
  - 荒尾交番（東海市荒尾町）
  - 富木島交番（東海市富木島町）
  - 大田交番（東海市大田町）
  - 横須賀交番（東海市横須賀町）
  - 加木屋交番（東海市加木屋町）

### 消防
- 東海市消防本部
  - 東海消防署（東海市高横須賀町町新田1番地の1）
    - 北出張所（東海市荒尾町大脇141番地）
    - 南出張所（東海市加木屋町夕霞松67）

### 医療

#### 公立病院
- 西知多総合病院

### 郵便局

#### 集配郵便局
- 東海北郵便局 - 旧上野町の区域（〒476-xxxx）の集配を担当する。
- 東海南郵便局 - 旧横須賀町の区域（〒477-xxxx）の集配を担当する。

#### 無集配郵便局
- 東海泡池郵便局
- 東海上野台郵便局
- 東海大田郵便局

- 東海加木屋郵便局
- 東海加家郵便局

- 東海高横須賀郵便局
- 東海名和郵便局

- 東海富木島郵便局
- 東海養父郵便局

### 図書館
- 東海市立中央図書館
- 東海市立横須賀図書館

### 文化施設
- 東海市立青少年センター
- 東海市創造の杜交流館（旧文化センター、2022年閉館）
- 東海市芸術劇場

### 運動施設
- 東海市民体育館
- 東海市営温水プール
- トコナメボクシングジム

## 経済

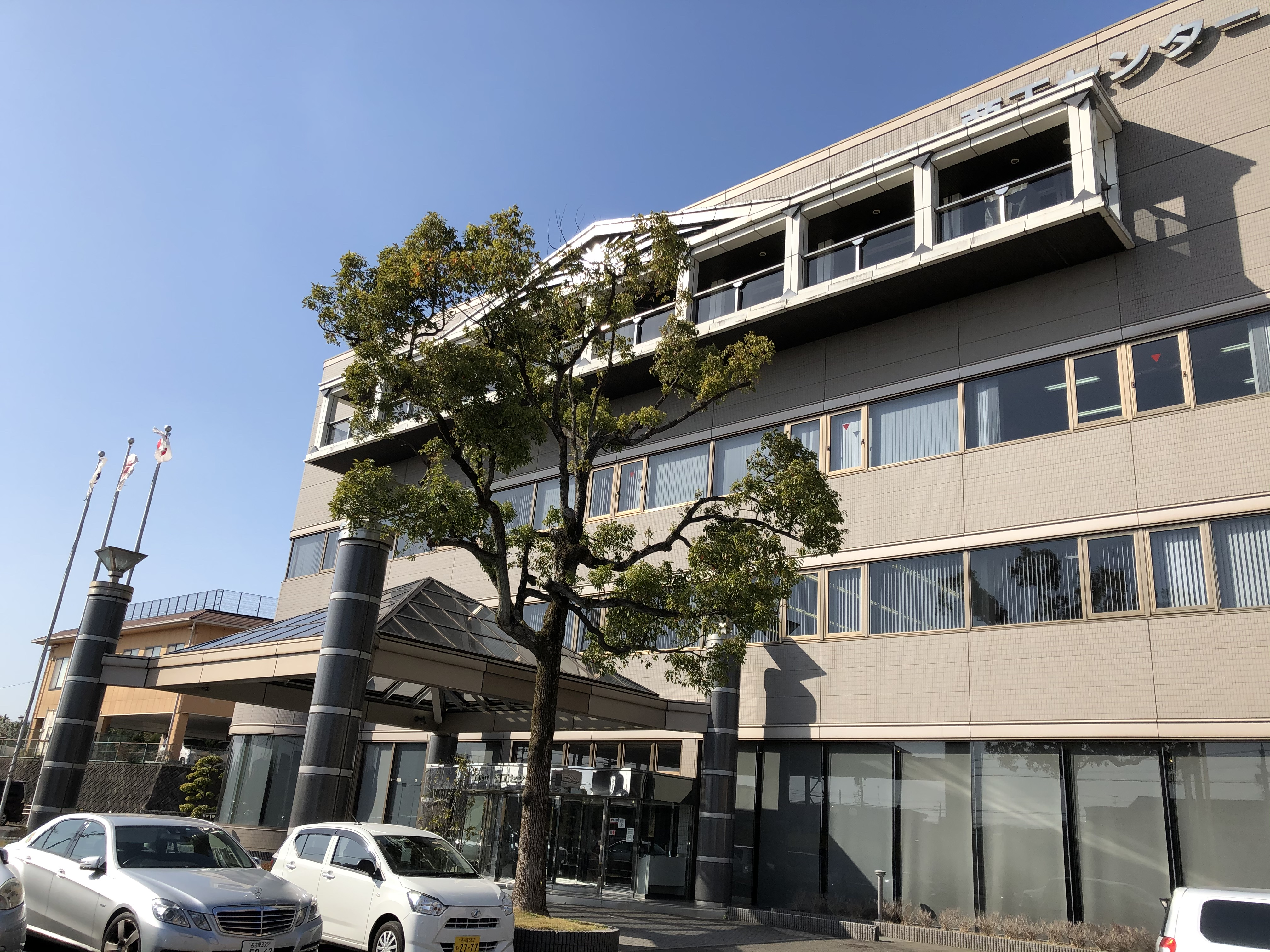
東海商工会議所

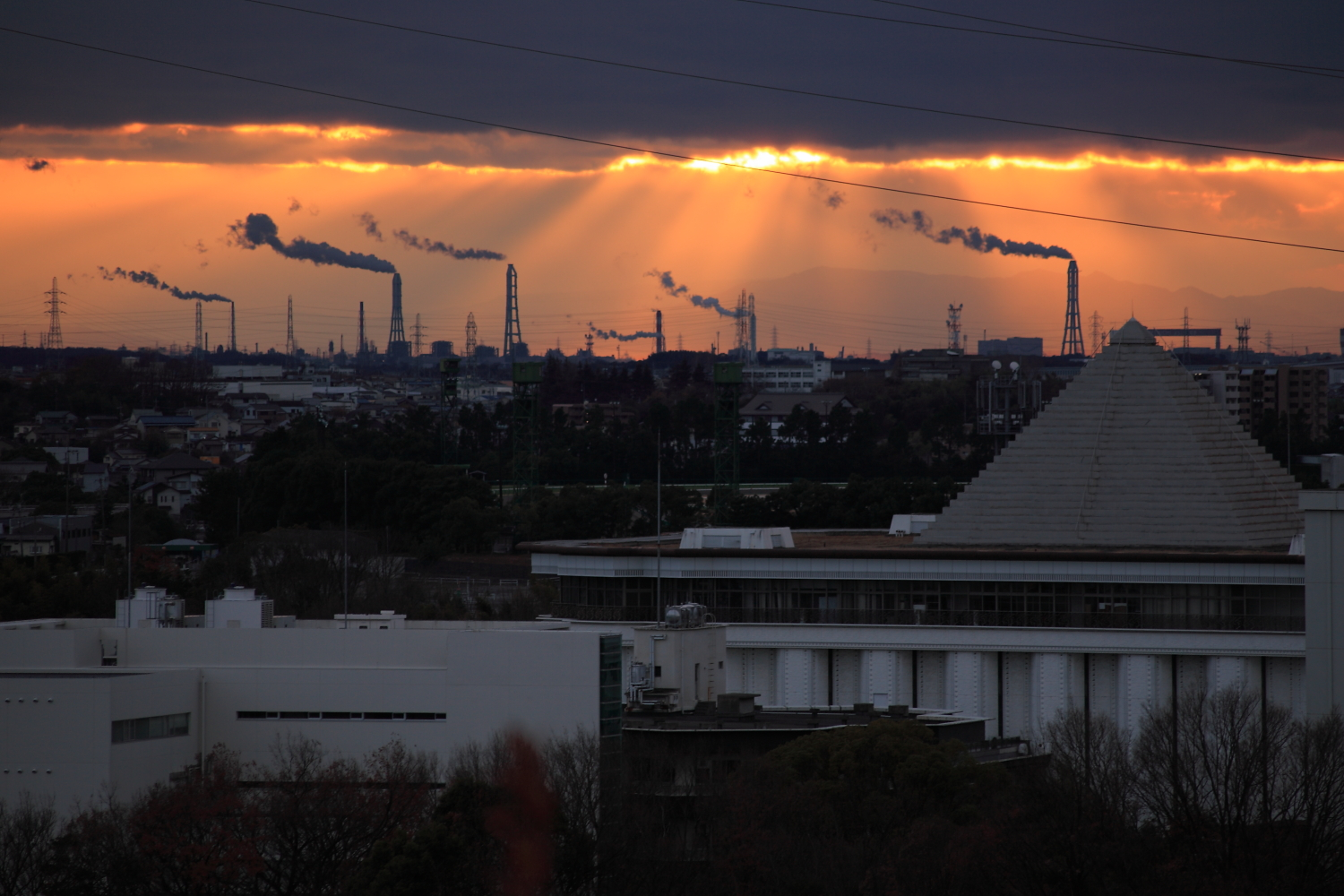
東海市の臨海工業地帯煙突群。豊明市の二村山から南西を望む

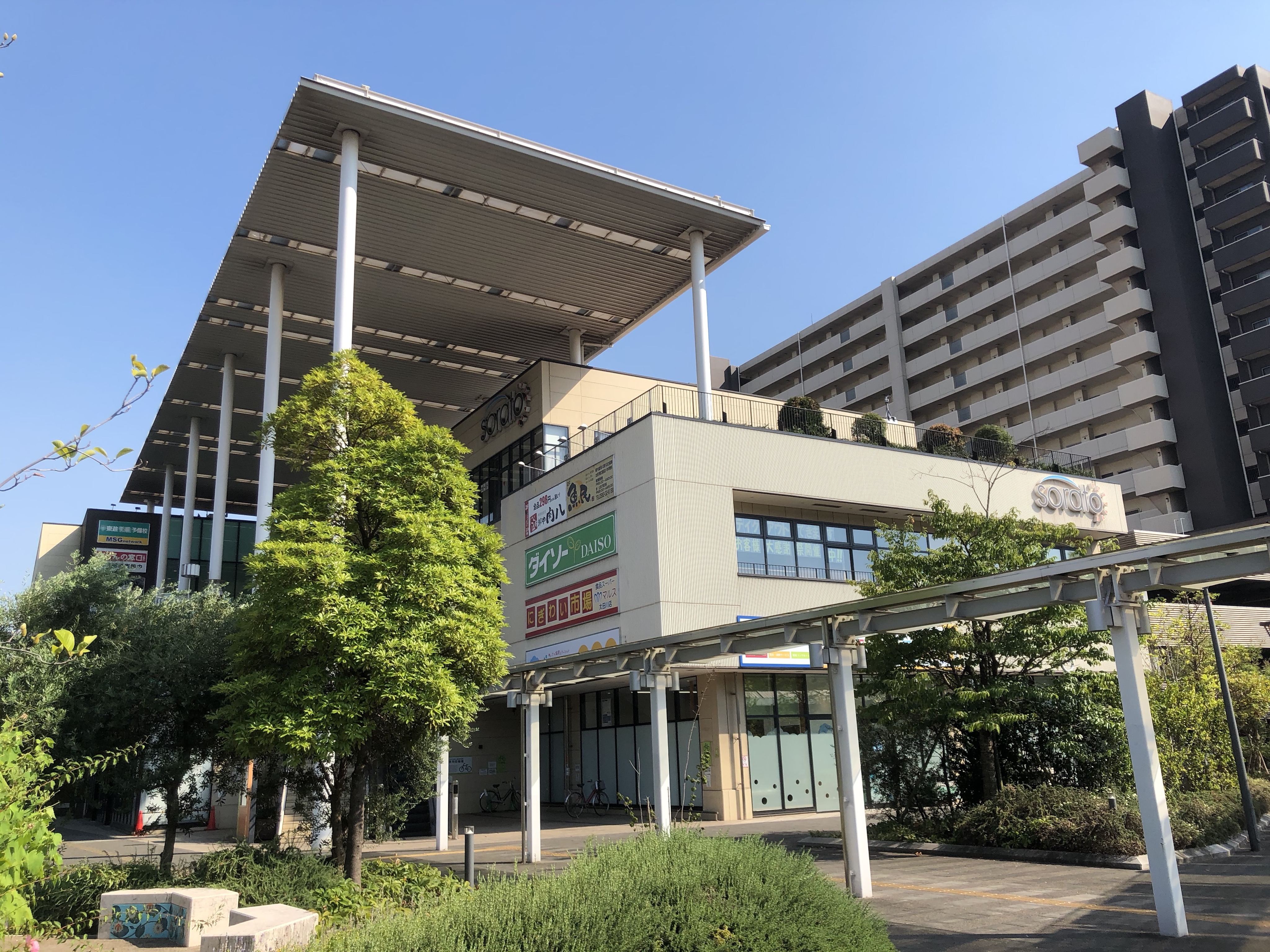
ソラト太田川

東海市は「鉄とランの街」と呼ばれる。愛知製鋼が本社を置くほか、日本製鉄名古屋製鐵所や大同特殊鋼の工場がある。

### 第一次産業

#### 農業
- 洋ランの出荷量は県内2位。
- フキの出荷量は日本一。

### 第二次産業

#### 工業
- 日本製鉄名古屋製鐵所や大同特殊鋼や愛知製鋼などの生産拠点があり、県内にトヨタなどの鉄を消費する企業がある。「中部圏最大の鉄鋼基地」[16]とされる。

### 第三次産業

#### 商業
主な商業施設を列挙する。
- アオキスーパー加木屋店
- アピタ東海荒尾店
- イエローハット東海店
- エディオン東海店
- ソラト太田川
- DCM東海店
- バロー上野台店
- フィールホームタウン
- フィットハウス東海店
- ユニクロ東海店
- 来来亭東海店
- MEGAドン･キホーテ東海名和店
- ヤマナカ高横須賀店/東海店
- 三洋堂書店大田川店
- ユウナル東海
- ラスパ太田川
  - MEGAドン･キホーテUNY太田川店

### 本社を置く企業
- 仙拓
- 愛知製鋼
- 坂角総本舗
- 知多メディアスネットワーク
- 知多つばめタクシー
- トヨフジ海運
- 三京観光
- ホンダカーズ知多
- ユー・エス・エス

## 通信

### 電話
旧・上野町域と旧・横須賀町域で市外局番や単位料金区域（MA）が異なる。東海市役所は市内全域から市内料金で通話できるように、市外局番が異なる2つの電話番号を有する。
旧・上野町の市外局番は、「052」（1986年2月に0560から変更）。名古屋MAで、名古屋市、名古屋周辺の市町と同じである。市内局番は、主に600番台を使用する。

旧・横須賀町の市外局番は、「0562」。尾張横須賀MAで、大府市、東浦町、豊明市、知多市岡田・八幡地区と同じである。市内局番は、主に30番台を使用する。

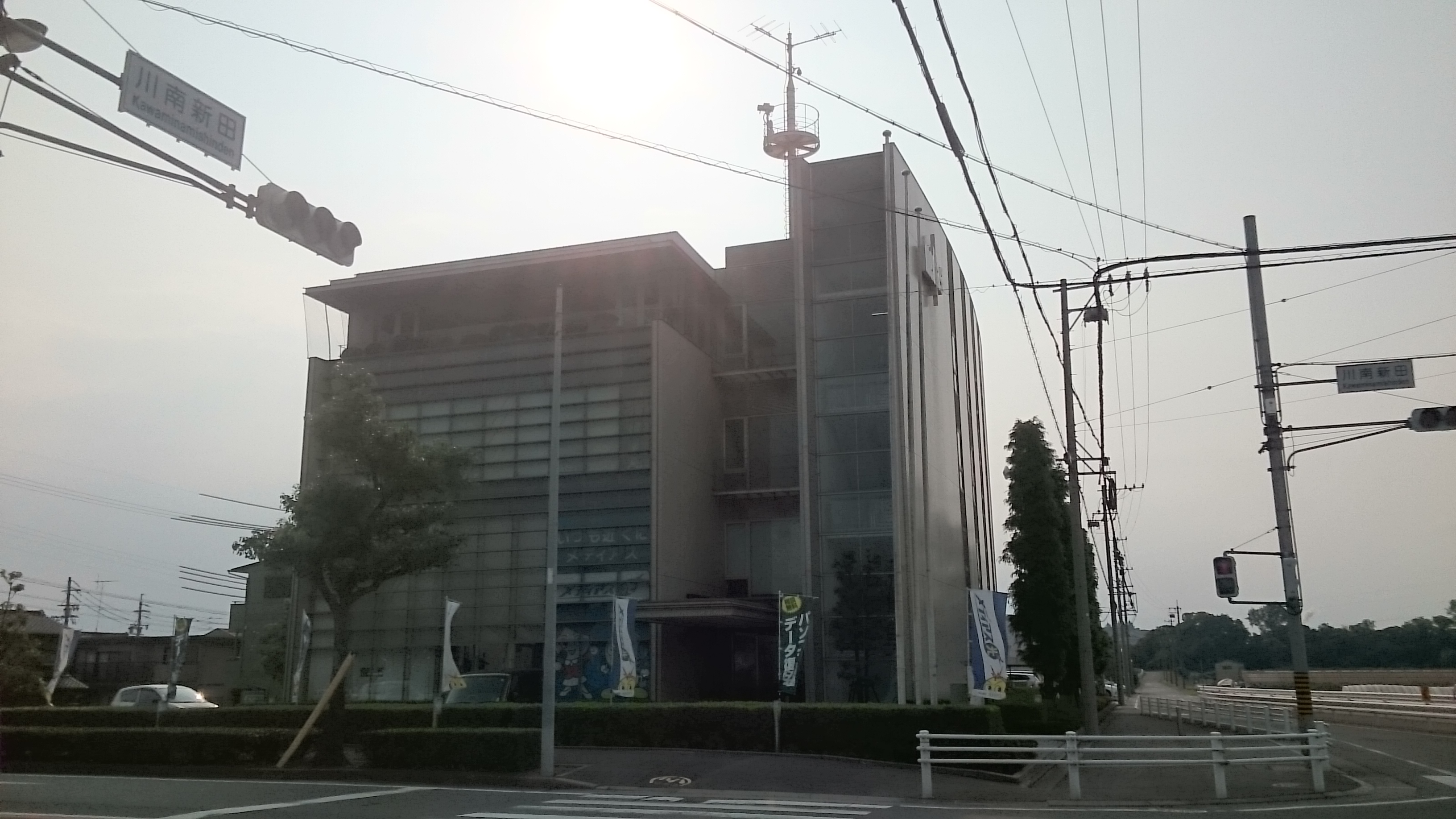
知多メディアスネットワーク

### ケーブルテレビ
- 知多メディアスネットワーク

## 生活基盤
- 電力 - 中部電力
- ガス - 東邦ガス

## 教育

### 大学

#### 私立
- 星城大学
- 日本福祉大学 東海キャンパス

### 高等学校
- 愛知県立横須賀高等学校
- 愛知県立東海南高等学校
- 愛知県立東海樟風高等学校
  - 3校すべて旧横須賀町域に所在している為旧上野町域には現在にいたるまで高等学校は存在していない。

### 中学校
- 東海市立名和中学校
- 東海市立上野中学校
- 東海市立平洲中学校
- 東海市立富木島中学校
- 東海市立横須賀中学校
- 東海市立加木屋中学校

### 小学校
- 東海市立緑陽小学校
- 東海市立名和小学校
- 東海市立渡内小学校
- 東海市立平洲小学校
- 東海市立明倫小学校
- 東海市立富木島小学校
- 東海市立船島小学校
- 東海市立大田小学校
- 東海市立横須賀小学校
- 東海市立加木屋小学校
- 東海市立三ツ池小学校
- 東海市立加木屋南小学校

### 自動車学校
- クラウン自動車学校(2020年6月閉校)
- 太洋自動車学校

### 職業能力開発校
- 愛知製鋼技術学園（職業訓練施設・職業能力開発校）

### 研究所
- 東邦ガス研究所（ガスエネルギー館）

## 交通

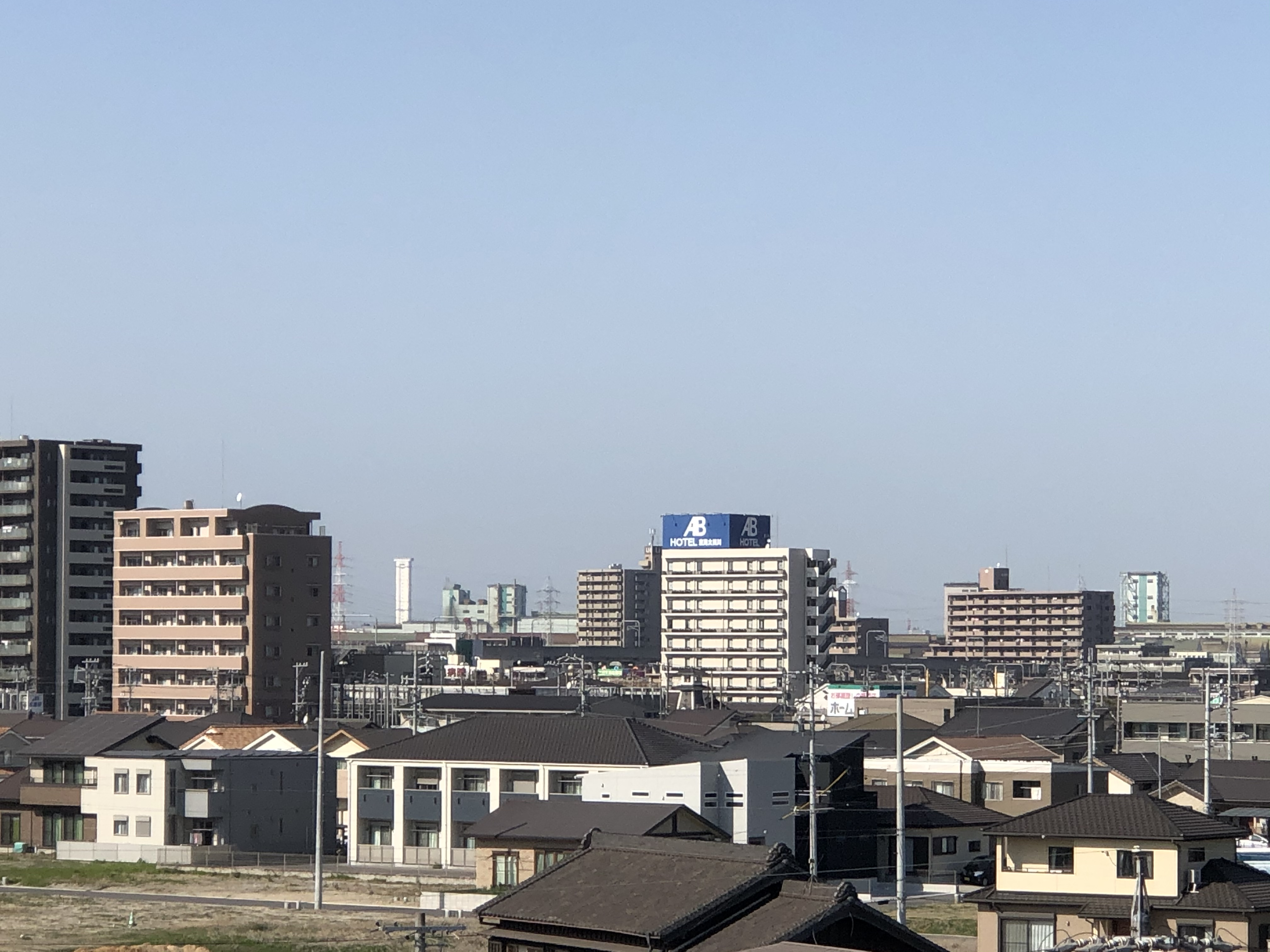
太田川駅周辺のスカイライン

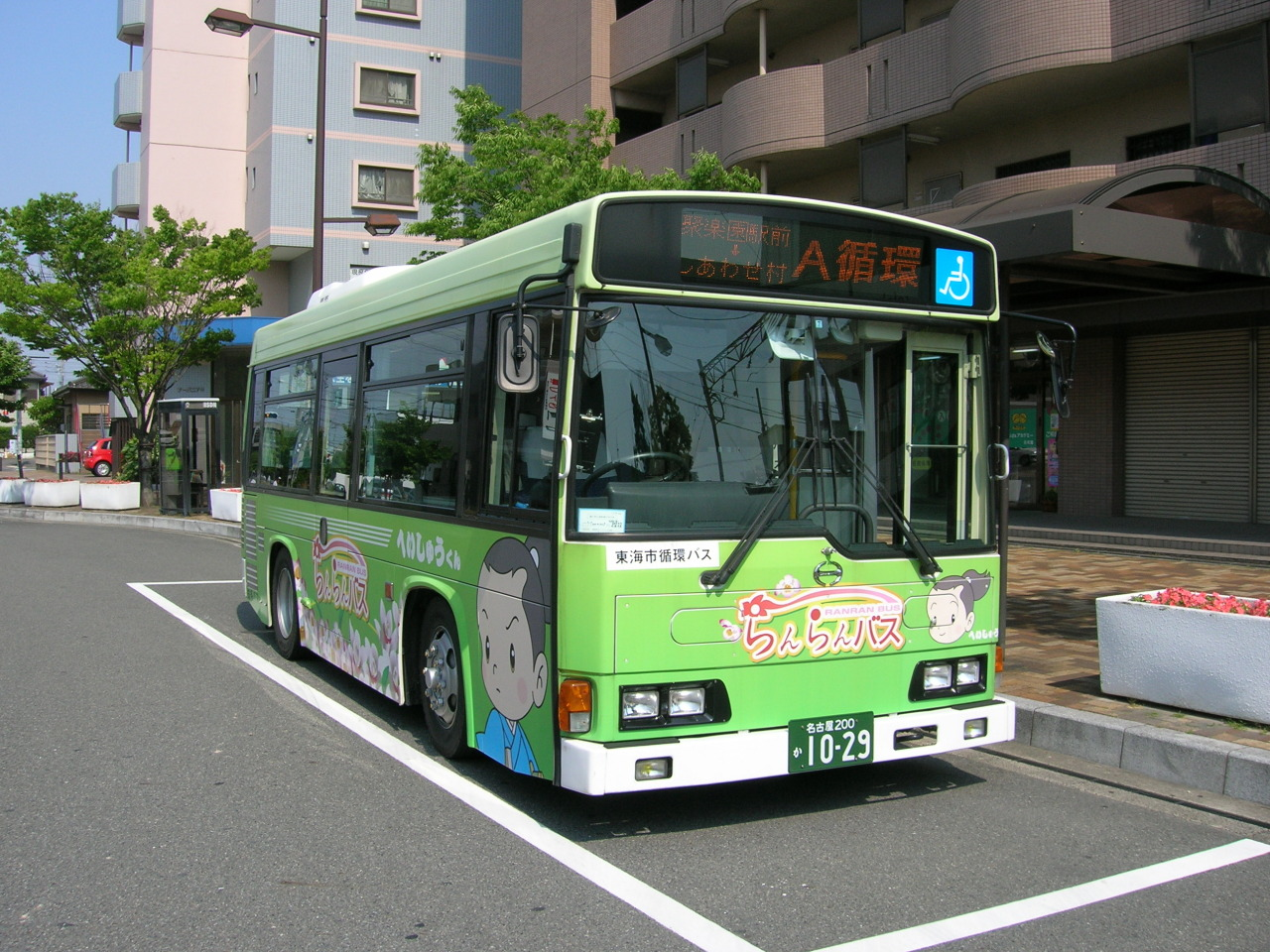
らんらんバス

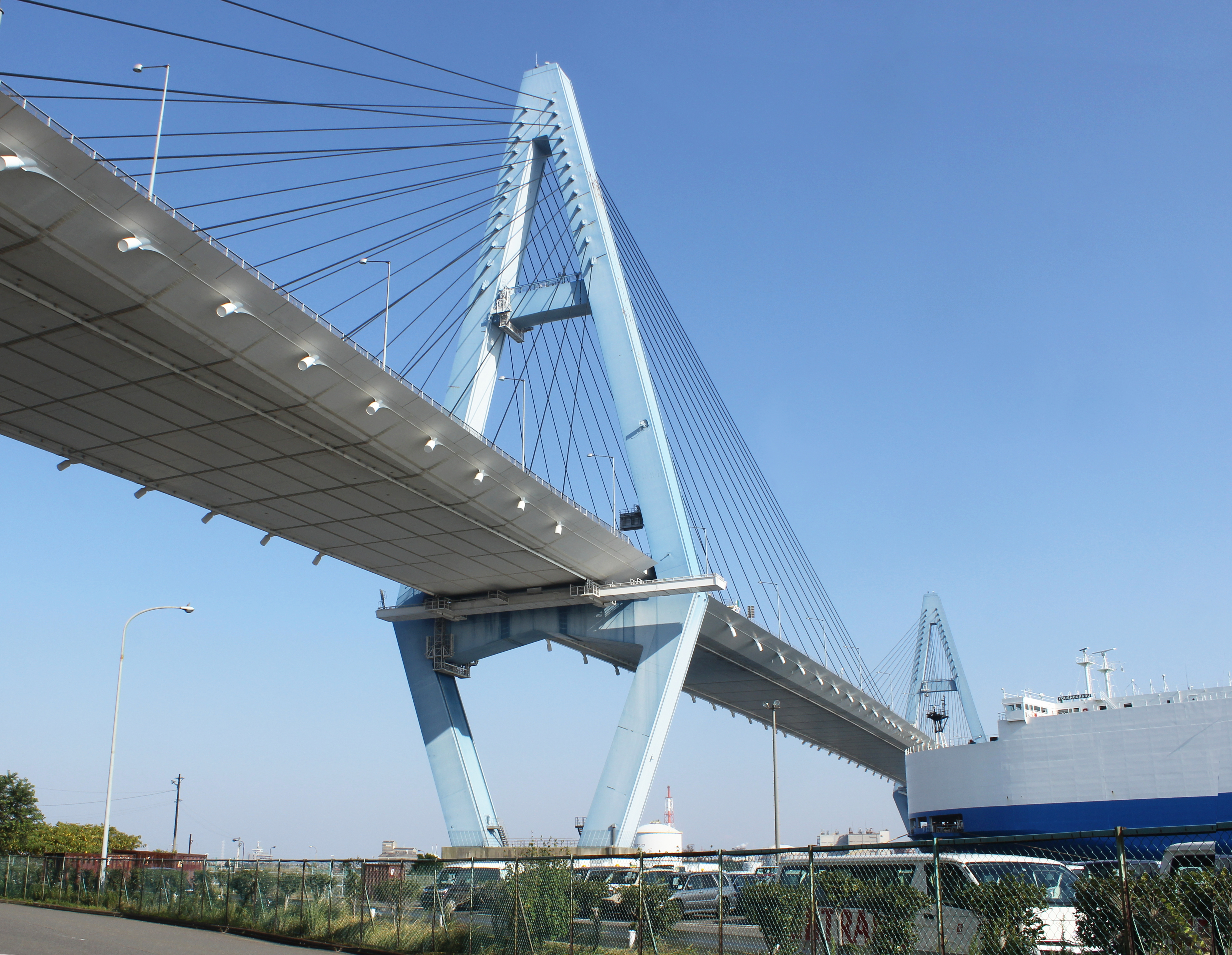
名港トリトン（名港東大橋）

### 空港
最寄りの空港は中部国際空港である。名鉄常滑線が中部国際空港駅に通じている。
また、かつて大府飛行場が東海市と大府市にまたがるように存在していた。

### 鉄道
名古屋鉄道
- 常滑線：（名古屋市）- 名和駅 - 聚楽園駅 - 新日鉄前駅 - 太田川駅 - 尾張横須賀駅 -（知多市）
- 河和線：太田川駅 - 高横須賀駅 - 加木屋中ノ池駅 -  南加木屋駅 - 八幡新田駅 -（知多市）

沿岸部に貨物線である名古屋臨海鉄道南港線が通り、市内に名古屋南貨物駅が設置されている。JTB時刻表による代表駅は太田川駅。

### バス

#### 路線バス
知多乗合
- 上野台線（太田川駅〜上野台〜共和駅）
- 横須賀線（尾張横須賀駅〜大府駅）

らんらんバス
- 名和線 - ダイヤ改正前の北ルートにあたる。名和駅から聚楽園公園、東海市役所、太田川駅、平地公園を巡回する。
- 荒尾線- ダイヤ改正前の北ルートにあたる。聚楽園公園から太田川駅、東海市役所、大池公園、リサイクルセンターを巡回する。
- 富木島線 - ダイヤ改正前の中ルートにあたる。聚楽園駅から大池公園、上野台公園、白拍子、西知多総合病院、尾張横須賀駅を巡回する。らんらんバスでは唯一始発バス停と、終着バス停の場所が違うルートとなっている。
- 加木屋線 - ダイヤ改正前の南ルートにあたる。尾張横須賀駅から西知多総合病院、南加木屋駅、八幡新田駅、知北平和公園、三ツ池小学校、太田川駅、東海市役所を巡回する。バス停は無いが、東浦町も経由している。
- 横須賀線 - ダイヤ改正前の南ルートにあたる。太田川駅から、元浜公園、東海市創造の社交流館、尾張横須賀駅、高横須賀駅を巡回する。
- アクアマリンプラザ行き - 太田川駅からアクアマリンプラザまで直結するルート。らんらんバスで唯一東海市外にバス停がある。データ上は横須賀線になっている。

道路

#### 高速道路
- E1A伊勢湾岸自動車道
  - （大府市）- 大府IC - 東海IC／東海JCT - （名古屋市）
- 87知多半島道路
  - 東部の大府市との境界付近を南北に通過する。大府市内の境界付近に大府西IC、大府東海ICが設置されている。
- 名古屋高速4号東海線
  - 東海JCT - 東海新宝出入口 - （名古屋市）

#### 国道
国道155号
国道247号（西知多産業道路）
国道302号

#### 県道

##### 主要地方道
- 愛知県道24号知多東浦線
- 愛知県道55号名古屋半田線
- 愛知県道57号瀬戸大府東海線
- 愛知県道59号名古屋中環状線

##### 一般県道
- 愛知県道243号東海緑線
- 愛知県道248号名和大府線
- 愛知県道249号長草東海線
- 愛知県道252号大府常滑線
- 愛知県道456号高速名古屋新宝線（名古屋高速4号東海線）
- 愛知県道511号武豊大府自転車道線

### 航路

#### 港湾
- 名古屋港
  - 東海元浜埠頭
  - 新宝埠頭
  - 横須賀埠頭

### ナンバープレート
- 車検証の住所（使用者）が本市にある場合、他の知多地域と同じく名古屋ナンバーが交付される。

## 名所・旧跡・観光スポット

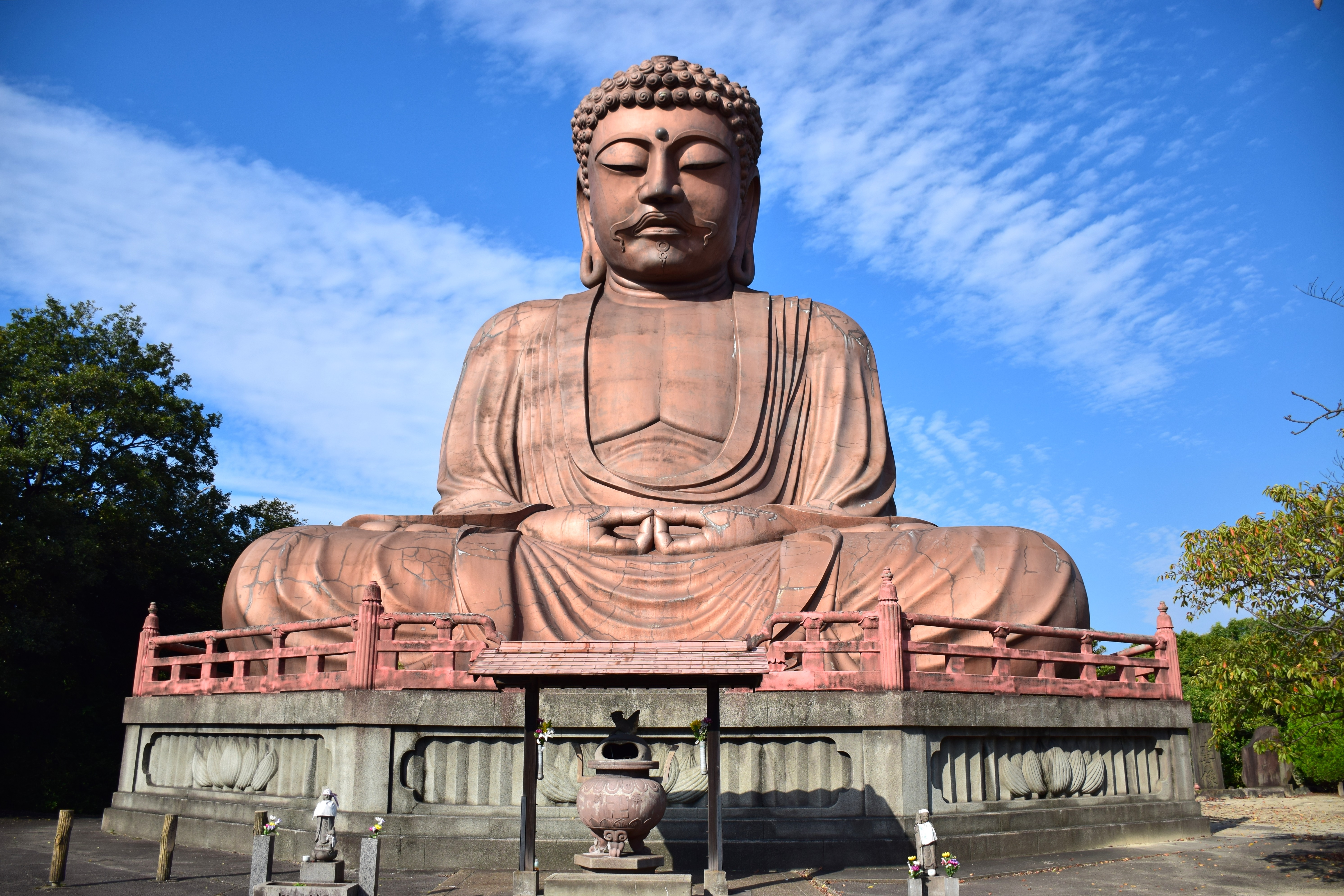
聚楽園大仏

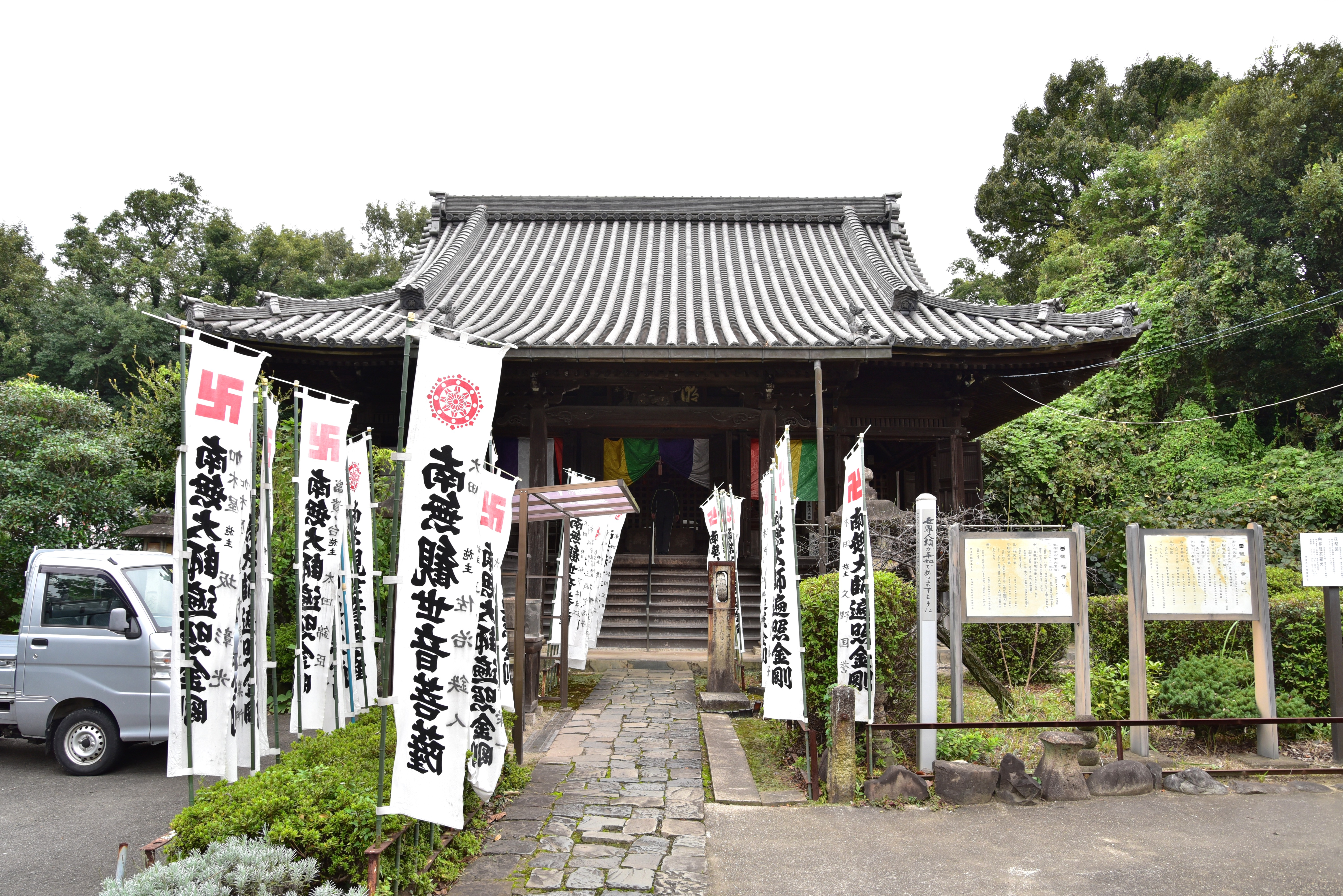
観福寺

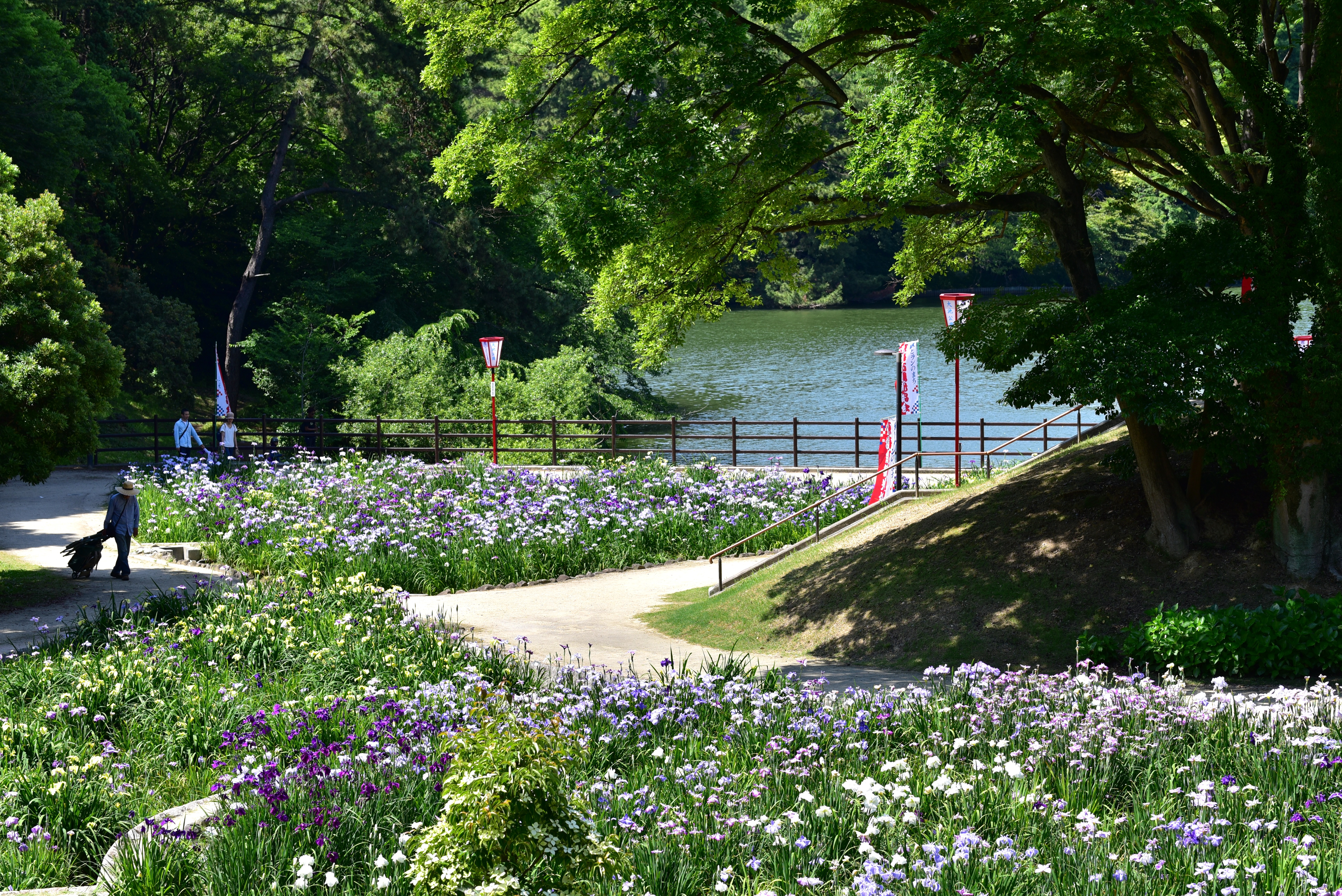
大池公園

### 名所・旧跡
- 木田城址 - 池田輝政が最初に城主となった城。
- 観福寺
- 弥勒寺
- 玉林寺
- 長源寺
- 玄猷寺
- 普済寺
- 愛宕神社
- 船津神社
- 横須賀御殿

### 観光スポット
- 聚楽園公園
  - 聚楽園大仏
- 大池公園
- 東邦ガス「ガスエネルギー館」
- 愛知製鋼「鍛造技術の館」
- カゴメ「カゴメ記念館」
- 東海市立平洲記念館・郷土資料館
- 一太郎翁とまと記念館
- 温故知新処 商い史料館
- コカ・コーラボトラーズジャパン東海工場（工場見学）

## 文化

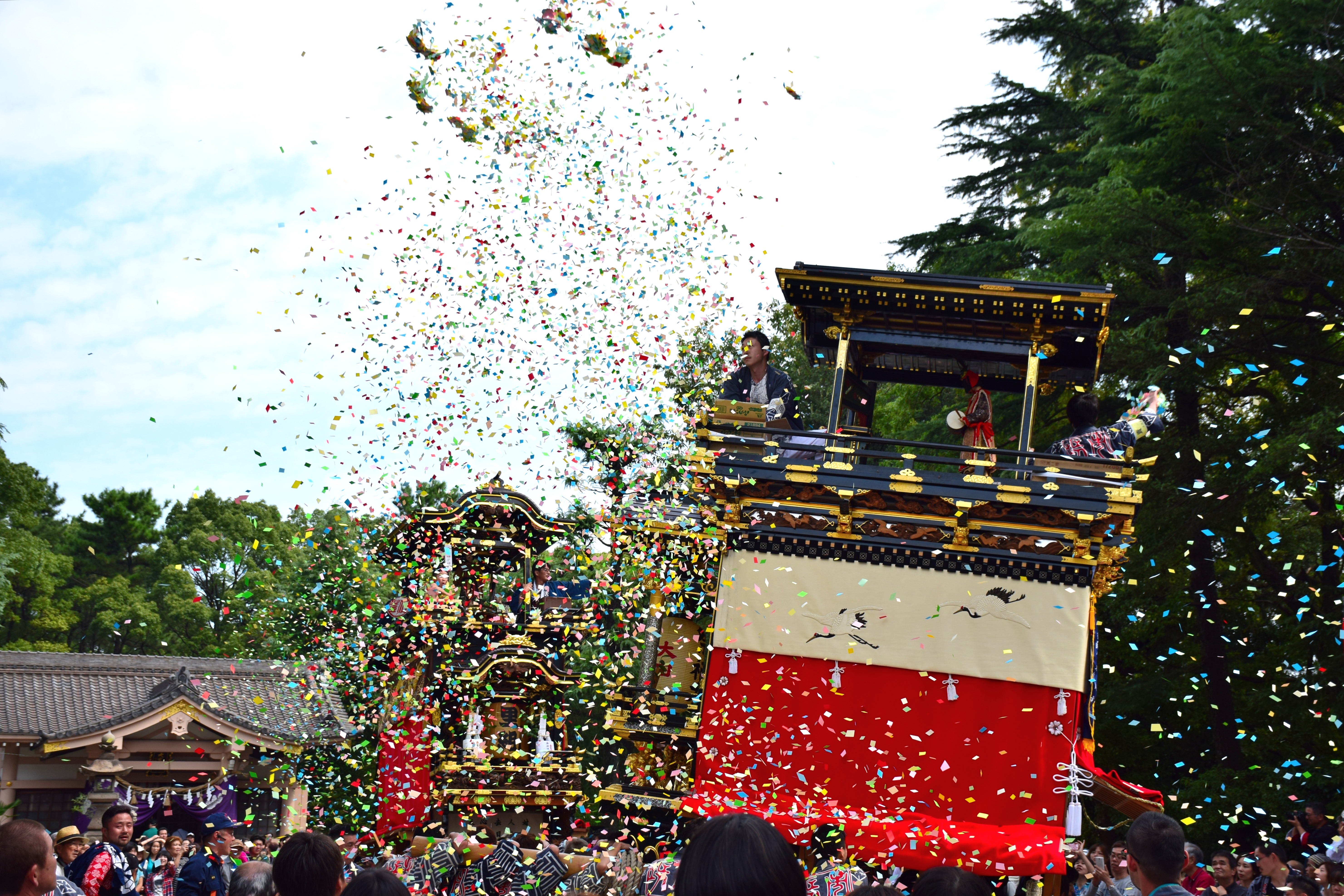
大田まつり

### 祭事・催事
- 尾張横須賀まつり - 名古屋型の山車による祭礼。
- 大田まつり - 知多型の山車による祭礼。

### 名産・特産
- 海老煎餅 - 「ゆかり」のえびせんべいが有名な坂角総本舗が本店を置く。
- フキ
- 洋ラン

### スポーツ
- 日本製鉄東海REX（旧：新日本製鐵名古屋） - 社会人野球の広域複合企業チーム。日本製鉄の名古屋製鉄所を拠点に活動。

## 出身関連著名人

### 歴史上の人物
- 良忍（僧、融通念仏の祖）
- 細井平洲（折衷学者）

### 実業家・学者・文化人
- 佐藤仙務（実業家・作家）
- 蟹江一太郎（実業家、カゴメ創業者）
- 蟹江一忠（実業家、カゴメ元社長）
- 蟹江英吉（実業家、カゴメ元社長）
- 神谷正太郎（実業家）
- 岸上鎌吉（動物学者・水産学者）
- 久世番子（漫画家）
- 榊原有佑（映画監督）
- 畠山理仁（作家・ジャーナリスト）
- 中村文則（小説家）
- ヨツヤタカヒロ.（シンガーソングライター・ミュージシャン）

### スポーツ選手
- 久米鷹介（総合格闘家）
- 篠塚大登(卓球選手)
- 神野純一（元プロ野球選手、中日ドラゴンズ）
- 冨田尚弥（競泳選手）
- 近藤智弘（プロゴルファー）
- 境田雅章（サッカー指導者）
- ドラゴン・キッド（プロレスラー、ドラゴンゲート所属）
- 木原龍一（フィギュアスケート選手）
- 東松快征（プロ野球選手、オリックス・バファローズ）

### 芸能・報道
- 今陽子（歌手・タレント、ピンキーとキラーズリードボーカリスト）
- 河合その子（元歌手、元おニャン子クラブ）
- 大橋卓弥（スキマスイッチボーカル・ギター）
- 大城光 (アイドル、MAG!C☆PRINCEメンバー)
- 堀夏喜（ダンサー、FANTASTICS from EXILE TRIBEパフォーマー）
- 川崎郁美（ローカルタレント）
- 蟹江篤子（ローカルタレント・元東海ラジオアナウンサー）
- 古賀シュウ（ものまね芸人）
- 春風弥里（元宝塚歌劇団花組男役）
- 藤元英樹（俳優）
- 森川葵（女優）
- 早川真理恵（タレント）
- 平松可奈子（タレント、元SKE48）
- 中本克樹（テレビ愛知アナウンサー）

### マスコットキャラクター
- へいしゅうくん - 江戸時代の儒学者で当地出身の細井平洲の青年時代をイメージしたキャラクター。聚楽園駅前には像があり、らんらんバス（北ルート）に描かれている。
- さつきちゃん - 市の花であるサツキをモチーフにしたキャラクター。らんらんバス（中ルート）に描かれている。
- くすのきくん - 市の木であるクスノキをモチーフにしたキャラクター。らんらんバス（南ルート）に描かれている。
- 「まちづくり応援大使」（オニオンマン、ランちゃん、ふきぼー、とまてぃーぬ、てっちゃん、の5人組） - 愛知県立東海商業高等学校の生徒たちが考えたご当地名産・特産をモチーフとしたキャラクター。
- 「知多娘。」（東海しゅう、太田川千代子、大田メディ） - 「知多半島の活性化」と「若者の就職支援」を目的としたご当地キャラクターのユニット。

## 東海市を舞台とした作品
- 五等分の花嫁 - 春場ねぎ原作の漫画、アニメ作品。東海市は主人公たちが住んでいる街のモデルになっており、名鉄太田川駅や中ノ池公園などが作中に登場する[18]。

- MIRRORLIAR FILMS Season7 - 共に東海市で撮影された短編映画「Victims」（監督：加藤浩次）と「SUNA」（監督：加藤シゲアキ）の2作品を含むオムニバス映画[19]。